# Marquard von Hattstein

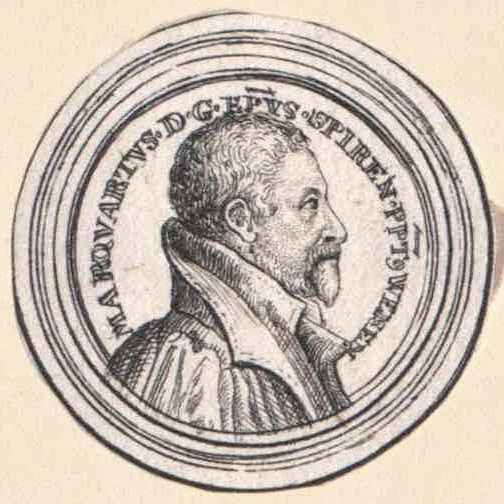
Bischof Marquard von Hattstein

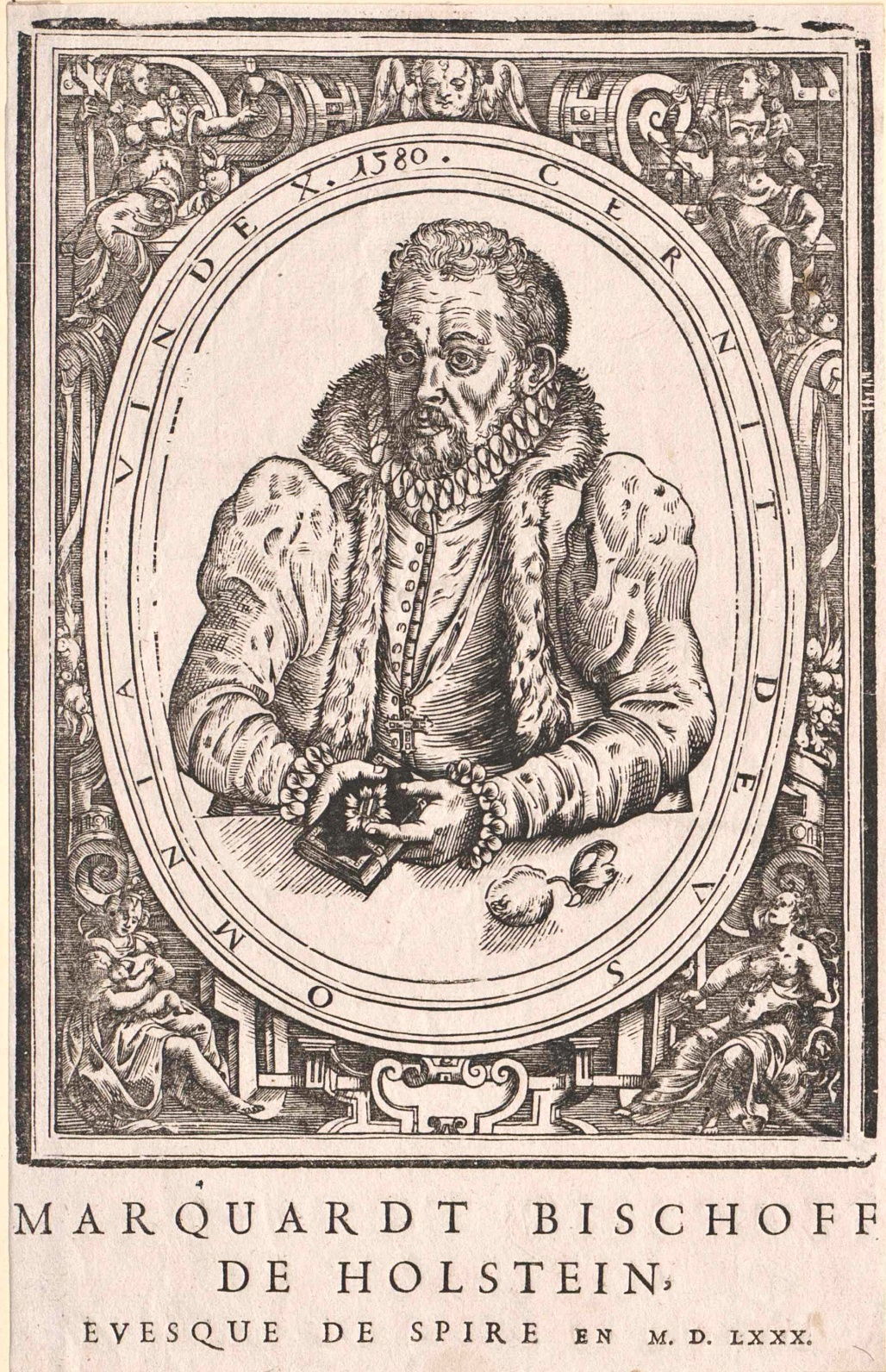
Marquard von Hattstein (falsche Bezeichnung Holstein), Stich, 1580

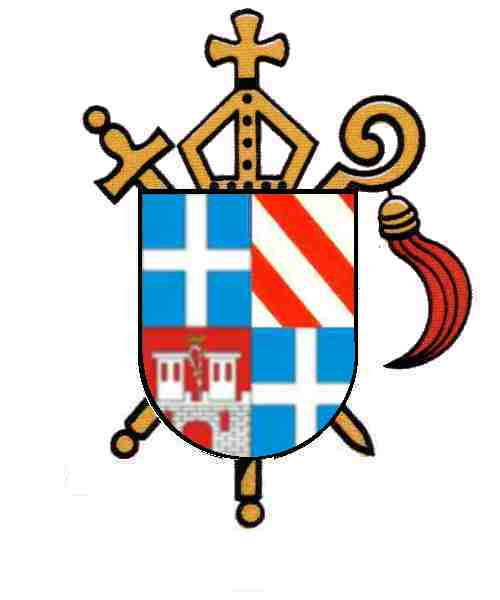
Wappen des Marquard von Hattstein

Marquard von Hattstein (* 29. August 1529 in Usingen/Taunus; † 7. Dezember 1581 in Udenheim, heute Philippsburg/Baden) war von 1560 bis 1581 Fürstbischof von Speyer.

## Familie
Marquard stammte aus der freiherrlichen hessischen Adelsfamilie Hattstein (anfangs „Hazechenstein“), die ausweislich der Walsdorfer Gründungsurkunde von 1156 bereits vorher auf der gleichnamigen Burg im Taunus ansässig war. Eine enge Verbindung der Familie zur katholischen Kirche bestand, weil Burg Hattstein zur Hälfte Lehen des Erzbistums Trier war.
Er war der Sohn des Conrad von Hattstein († 1553), nassauischer Amtmann zu Usingen, Kurmainzer Vizedom, Marschall und Hofrichter, sowie dessen Gattin Agathe Schenk zu Schweinsberg. Der Mainzer Domherr und Dombaumeister Johann von Hattstein († 1518) war sein Großonkel.

## Leben
Marquard wurde am 16. August 1559 von Papst Paul IV. – zwei Tage vor dessen Tod – zum Bischof-Koadjutor des erkrankten Bischofs Rudolf von Speyer bestellt. Als dieser am 21. Juni 1560 starb, ernannte der neue Papst Pius IV. Marquard zum Bischof; die Bischofsweihe erfolgte 1561. In religiöser Hinsicht verließ der Bischof sich weitgehend auf seinen Domdekan und Vertrauten Andreas von Oberstein (1533–1603), einen bedeutenden Reformer im Sinne des Konzils von Trient. Zu seinen Weihbischöfen bestimmte er zunächst Matthias Ob, nach dessen Tod Heinrich Fabricius.
Nachdem das im Eigentum des Bistums Speyer stehende Hambacher Schloss 1552 durch Truppen des Markgrafen und Söldnerführers Albrecht Alcibiades erobert und niedergebrannt worden war, veranlasste Marquard die notdürftige Instandsetzung der Wohngebäude und bestimmte das ruinöse Anwesen zum Sitz eines Försters. Von 1569 bis zu seinem Tod 1581 war Bischof Marquard von Hattstein Kammerrichter des Reichskammergerichts.
Bischof Marquard stand Kaspar Schwenckfeld nahe und förderte dessen Anhänger seit Anfang der 1570er Jahre. Er blieb katholisch, unterhielt aber gute Kontakte zur Kurpfalz und erwog mehrfach die Säkularisation des Bistums und die eigene Eheschließung.
Marquard starb in der rechtsrheinischen Residenz Udenheim der Fürstbischöfe von Speyer, die 1623 nach seinem übernächsten Amtsnachfolger Philipp Christoph von Sötern (1567–1652) in „Philippsburg“ umbenannt wurde.

## Wappen
Das fürstbischöfliche Wappen ist quadriert. Es führt im 2. Feld das Familienwappen derer von Hattstein; dieses ist mehrfach schräg geteilt in Silber und Rot. Im 3. Feld findet sich das Wappen der Fürstpropstei Weißenburg. Die Felder 1 und 4 sind besetzt mit dem Wappen des Bistums Speyer, das ein silbernes Kreuz auf blauem Grund zeigt.